# Arianne Jones
Arianne Jones (* 21. September 1990 in Calgary) ist eine ehemalige kanadische Rennrodlerin.
Jones kam über die Teilnahme an einem Trainingscamp zum Rennrodeln.
In der Saison 2005/06 bestritt sie ihr erstes Junioren-Weltcuprennen. In den Saisonen 2006/07 bis 2009/10 nahm sie regelmäßig an Rennen des Junioren-Weltcups teil und erreichte dabei meist Platzierungen zwischen den Plätzen acht und 15, selten war sie besser oder schlechter. Bei den Junioren-Weltmeisterschaften 2008 in Lake Placid wurde sie 15., 2010 in Igls Elfte. 2009 gewann sie bei den kanadischen Juniorenmeisterschaften die Bronzemedaille.
Bei den kanadischen Meisterschaften 2010 belegte sie den zweiten Platz hinter Alex Gough und qualifizierte sich damit für den Rennrodel-Weltcup 2010/2011 und das Frauen-Nationalteam Kanadas, das sich in der nacholympischen Saison in einer Umbruchphase befand. In Igls startete sie bei ihrem ersten Rennen, bei dem sie den 15. Platz belegte.
Bei den Olympischen Winterspielen 2014 erreichte sie den 13. Platz. In der Saison 2014/15 erreichte sie ihr bestes Ergebnis in der Einzelkonkurrenz mit einem 3. Platz in Calgary. In der Gesamtwertung des Weltcups erreichte sie in dieser Saison einen 10. Platz, ihr bestes Resultat.
Ihren ersten und einzigen Sieg in einem Weltcuprennen konnte sie mit der Teamstaffel Kanadas beim letzten Saisonrennen 2015/16 in Winterberg feiern.
Nach der Saison 2016/17 trat Jones vom aktiven Rennrodelsport zurück.

## Erfolge

### Weltcupsiege
Teamstaffel
| Nr. | Datum         | Ort        | Bahn               |
| --- | ------------- | ---------- | ------------------ |
| 1.  | 21. Feb. 2016 | Winterberg | Bobbahn Winterberg |